# Балтийский мост
Балти́йский мост — пешеходный железобетонный арочный мост-теплопровод через Обводный канал в Адмиралтейском районе Санкт-Петербурга, соединяет Безымянный остров и левый берег Обводного канала.

## Расположение
Расположен у площади Балтийского вокзала. Рядом с мостом расположен Балтийский вокзал, ансамбль зданий Провиантских складов Измайловского полка. Выше по течению находится Митрофаньевский мост, ниже — Ново-Петергофский мост. Ближайшая станция метрополитена — «Балтийская».

## Название
Название известно с 1957 года и дано по Балтийскому вокзалу. В литературе также встречается название Но́во-Балти́йский.

## История
В 1956—1957 годах для переброски теплофикационных труб через Обводный канал по проекту инженера института «Ленгипроинжпроект» А. А. Куликова и архитектора П. А. Арешева был построен пешеходный мост-теплопровод. Строительство моста осуществляло СУ-2 треста Ленмостострой под руководством инженера Н. И. Никонова:74. Мост был открыт 31 декабря 1957 года.
В 2007 году при строительстве Митрофаньевского моста были демонтированы декоративные светильники (близкие по типу столбам Садового моста через Мойку), установленные с обеих сторон входов на мост. Также были заменены гранитные тумбы парапетов, что заметно обеднило архитектуру моста:47—48.

## Конструкция
Мост однопролётный железобетонный арочный. Пролётное строение представляет собой двухшарнирную арку. В поперечном сечении установлены две монолитные железобетонные арки Г-образного сечения, с расстоянием в осях 3,8 м. Сверху между арками уложены сборные железобетонные плиты прохожей части. Кроме того, по длине арки объединены поперечными диафрагмами, одновременно служащими для поддержания двух теплопроводных труб диаметром 82 см. Высота арки в замке 1,04 м, в пяте — 3,20 м. Устои моста монолитные железобетонные, на свайном деревянном основании. Фасады арок и устои облицованы розовым гранитом. Расчётный пролет — 21,5 м. Длина моста по задним стенкам устоев составляет 22,80 м, по оси перил набережной — 33,0 м, ширина — 4,5 м.
Мост предназначен для пешеходного движения. Покрытие прохожей части — асфальтобетон. Перильное ограждение на мосту — чугунные решётки художественного литья, завершается на устоях гранитным парапетом. Рисунок секций изображает цепь перекрещивающихся окружностей, места сопряжения которых прикрывают розетки.
- Прохожая часть моста
- Перила моста (видна проезжая часть Митрофаньевского моста)